# ROKS Cheonan (PCC-772)
ROKS Cheonan (PCC-772) là một hộ vệ hạm lớp Pohang của Đại Hàn Dân Quốc được đưa vào hoạt động năm 1989. Ngày 26 tháng 3 năm 2010, tàu này bị vỡ làm đôi và chìm sau khi được cho rằng bị ngư lôi Cộng hòa Dân chủ Nhân dân Triều Tiên bắn từ tàu ngầm lớp Yeono tại vùng biển gần giáp giới Cộng hòa Dân chủ Nhân dân Triều Tiên.

## Lịch sử
Cheonan được hạ thủy tháng 11 năm 1989 từ Hyun Dai Heavy Industries. Nhiệm vụ ban đầu của con tàu này là tuần duyên bờ biển, nhấn mạnh vào các hoạt động chống tàu ngầm. Tàu Cheonan là một trong các con tàu tham gia vào trận Yeonpyeong lần thứ nhất năm 1999. Con tàu này bị hư đuôi nhẹ trong trận thứ nhất này. Theo kế hoạch con tàu này sẽ thôi hoạt động vào năm 2019.

## Bối cảnh
Đảo Baengnyeong là một đảo thuộc Hàn Quốc trong Hoàng Hải, ngoài khơi bán đảo Ongjin ở Cộng hòa Dân chủ Nhân dân Triều Tiên. Đảo này có cự ly gần 10 dặm Anh so với bờ biển Cộng hòa Dân chủ Nhân dân Triều Tiên, cự ly hơn 100 dặm Anh so với bờ biển Hàn Quốc. Đảo này nằm ở phía tây của Northern Limit Line, biên giới de facto giữa Cộng hòa Dân chủ Nhân dân Triều Tiên và Đại Hàn Dân Quốc.
Khu vực này là nơi có căng thẳng đáng kể giữa hai nước, không nằm trong hiệp định đình chiến vào giai đoạn kết thúc chiến tranh Triều Tiên và các đảo khu vực này cũng được Cộng hòa Dân chủ Nhân dân Triều Tiên tuyên bố chủ quyền. Tình hình trở nên phức tạp bởi sự hiện diện của ngư trường nhiều cá, được ngư dân Bắc Triều Tiên và ngư dân Trung Quốc khai thác và đã từng xảy ra các đụng độ trong nhiều năm giữa chiến hạm hai nước. Các cuộc đụng độ này được gọi là các cuộc chiến cua.

## Sự cố đắm tàuCheonan
Ngày 26 tháng 3 năm 2010, Cheonan, một tàu hộ tống nhỏ hạng Pohang corvette bất ngờ phát nổ rồi chìm. Lúc đấy, trên tàu có 104 thủy thủ, tổng cộng có 58 thủy thủ đã được cứu, 46 người khác vẫn chưa được phát hiện.
Vụ nổ xảy ra gần đuôi tàu khiến cho con tàu vỡ làm đôi 5 phút sau vụ nổ và tàu bị đắm vào hồi 21:30 giờ địa phương (12:30 UTC) vị trí khoảng 1 hải lý (1,8 km) ngoài khơi đảo Baengnyeong.
Nhật báo JoongAng tại Hàn Quốc ngày 12/5 dẫn các nguồn tin ngoại giao từ Washington cho biết Chính phủ Mỹ vừa kết luận rằng Triều Tiên đã đánh đắm chiến hạm Cheonan của Hàn Quốc trên Hoàng Hải ngày 26 tháng 3. Hai nước đang chuẩn bị ra một tuyên bố chung Mỹ-Hàn lên án hành động của Triều Tiên. Hơn 10 quan chức phụ trách các vấn đề Đông Á và Bán đảo Triều Tiên thuộc Bộ Ngoại giao Mỹ, Lầu Năm Góc và Cục Tình báo Trung ương Mỹ (CIA) đã họp kín hôm 10/5 để thảo luận về những phản ứng đầu tiên trong vụ đắm tàu Cheonan.
Báo "Chosun Sinbo" của Triều Tiên cho biết Bình Nhưỡng sẽ phản ứng trong khả năng của mình, ngụ ý sẽ sử dụng vũ khí, nếu Hàn Quốc buộc tội nước này phải chịu trách nhiệm về vụ đắm tàu Cheonan.
Bộ trưởng Ngoại giao Hàn Quốc Yu Myung-hwan nói rằng rõ ràng là Triều Tiên đã phóng ngư lôi đánh chìm tàu chiến của hải quân Hàn Quốc hồi tháng ba và các nhà điều tra có đủ bằng chứng về sự dính líu của Triều Tiên đến vụ chìm tàu Cheonan và sẽ đưa Bình Nhưỡng ra trước Hội đồng Bảo an. Các nhà điều tra đã tìm thấy một mảnh của ngư lôi, với số series viết bằng phông chữ Triều Tiên trên đó. Tờ Chosun Ilbo dẫn lời một quan chức không nêu tên của Seoul cho biết "phân tích số series, các chuyên gia từ Mỹ, Australia và các nước khác nhất trí rằng quả ngư lôi khiến con tàu Cheonan chìm được làm từ Triều Tiên". Mỹ ủng hộ Hàn Quốc trong việc điều tra nguyên nhân gây đắm tàu Cheonan trong khi Trung Quốc kêu gọi các bên liên quan kiềm chế để xử lý vụ việc một cách thích hợp, đề cao những lợi ích lâu dài và sự ổn định trong khu vực. Về phía Triều Tiên, Phó chủ tịch quốc hội Yang Hyong-sop tuyên bố nước này không liên quan đến vụ chìm tàu Cheonan và tuyên bố "Chúng tôi sẽ không dung thứ cho kế hoạch của những kẻ hiếu chiến và thích đối đầu của chế độ bù nhìn tại Hàn Quốc".

## Phản ứng của thế giới
Hầu hết các nước phương Tây và Nhật Bản đều lên án hành động tấn công này của Triều Tiên. Hoa Kỳ cảnh báo Cộng hòa Dân chủ Nhân dân Triều Tiên về các hậu quả của sự kiện này. Riêng Cộng hòa Nhân dân Trung Hoa và Cộng hòa Xã hội chủ nghĩa Việt Nam kêu gọi các bên liên quan nên giữ bình tĩnh và kiềm chế.